# Neurothemis ramburii
Neurothemis ramburii – gatunek ważki z rodziny ważkowatych (Libellulidae).